# فرد برايس (مدرب كرة سلة)
فرد برايس (بالإنجليزية: Fred Brice)‏ هو مدرب كرة سلة أمريكي، ولد في 6 ديسمبر 1887 في لورانس في الولايات المتحدة، وتوفي في 10 يناير 1967.